# Rubus capitulatus
Rubus capitulatus (або Rubus bohemo-polonicus) — вид квіткових рослин з родини трояндових (Rosaceae). Ендемік Польщі.
Вид, ендемік Польщі, відомий переважно з півдня Великої Польщі та Нижньої Сілезії. Досліджені насадження відносно багаті, тому вид не перебуває під загрозою.